# 军队和武警部队全面停止有偿服务
军队和武警部队全面停止有偿服务，是在中华人民共和国深化国防和军队改革中开展的将军队和武警部队有偿服务全面停止的工作。

## 背景
军队和武警部队有偿服务是指利用军队和武警部队资源保障军队和武警部队的同时，将多余资源向社会开放提供有偿服务。1998年后，军队和武警部队停止经商，不得再进行企业化生产经营，军队和武警部队部分企业等单位无偿移交给地方，但仍留下一部分，以“有偿服务”的名义继续经营。
军队和武警部队有偿服务涉及的主要行业约有十多个，最典型的是军队和武警部队医院（90%是为地方人员看病），此外还有军队和武警部队院校、科研机构、仓库、码头、文艺产品。其中，军队和武警部队医院获得的资金投入不足，通过有偿服务收费以补充收入，同时有的医院也有锻炼提高医生医术的考虑。由于中国军队建立时驻地常位于城市中心黄金地段，许多军队向地方私人出租临街铺面房产用以商铺、宾馆、酒店等用途，在房地产跃进时租金丰厚，而其资金流向则不能完全公开透明。
军队和武警部队有偿服务存在超范围经营的情况，出现了一些违法乱纪行为，将军队和武警部队资产变相搞成某集团、某企业的资产，使其个人利益化。但是，军队和武警部队资产是无偿使用的，不容许存在此类问题，否则容易造成军队和武警部队资产流失。同时，有偿服务还容易造成军队和武警部队内部福利待遇不均，从而影响部队的稳定发展。

## 前奏
在胡锦涛担任中央军委主席期间，便已重视军队对外有偿服务管理工作。胡锦涛主席和中央军委先后作出了一系列决策指示。但是，一些单位和部门监督管理仍不够严格，使军队对外有偿服务仍存在着有的行业和单位扩张规模范围、过度追求经济利益、乱支乱用有偿服务收益等问题。
2009年11月，经中央军委批准，四总部研究制定的《关于加强军队单位对外有偿服务管理若干问题的意见》下发全军和武警部队贯彻执行。该《意见》围绕进一步加强和规范军队对外有偿服务管理，从4个方面提出11条具体措施和要求：一是严格控制范围和规模，二是改革完善对外有偿服务项目审批和监督管理，三是加强和完善经费收支管理，四是严格落实管理责任，成立全军对外有偿服务管理工作领导小组，协调建立军地共管工作机制。
2010年7月21日，全军对外有偿服务管理工作领导小组第一次会议在北京召开，中央军委委员、中国人民解放军总后勤部部长廖锡龙在会上讲话时强调，“要进一步加强和规范军队对外有偿服务管理，按照压缩规模、控制范围、从严管理的要求，扎实推进对外有偿服务管理各项工作落实”。中国人民解放军总参谋长助理陈勇，中国人民解放军总政治部副主任童世平，中国人民解放军总后勤部副部长丁继业、谷俊山，中国人民解放军总装备部副部长牛红光出席了会议。

## 过程
2015年，经中央军委主席习近平批准，“2015年将开展全军对外有偿服务清理整顿，集中解决存在的违纪违法问题。”2015年4月，全军对外有偿服务管理工作领导小组印发《全面开展军队对外有偿服务清理摸底工作实施方案》，部署先期清理摸底工作，重点查找擅自对外服务创收、扩大项目范围、乱支乱用收益等问题。
按照深化国防和军队改革的要求，军队后勤原则上要实现社会化保障。以医院为例，军队后勤资源可以融入地方医院，向地方医院有偿付费，购买服务；军队医院也要为地方医院培养人才。
2015年5月，经全军对外有偿服务管理工作领导小组批准，“全军对外有偿服务清理整顿”专题网站在军事综合信息网正式上线运行，接受投诉举报。
2016年3月，中央军委印发《关于军队和武警部队全面停止有偿服务活动的通知》，通知提出，中央军委计划用3年左右时间，分步骤停止军队和武警部队一切有偿服务活动。这是中央军委首次明确该工作的时间表。
2016年3月31日，国防部新闻发言人杨宇军在国防部例行记者会上称，《关于军队和武警部队全面停止有偿服务活动的通知》明确，国家赋予的医疗、科研等社会保障任务，及国家指令性任务，纳入军民融合发展体系，创新政策制度予以规范；军队和武警部队医院等医疗机构在完成军队和武警部队医疗保障任务的前提下，将继续为地方人员提供医疗服务，并探索纳入国家医疗保障体系的新的模式。
2016年5月7日，军队和武警部队全面停止有偿服务试点任务部署会议召开，军队和武警部队全面停止有偿服务工作领导小组成员出席了此次部署会议。这是首次公开报道该领导小组的活动。
2017年10月，司法部印发《司法部关于做好为军队和武警部队全面停止有偿服务提供法律服务工作的通知》。
2018年6月，中共中央办公厅、国务院办公厅、中央军委办公厅印发《关于深入推进军队全面停止有偿服务工作的指导意见》。
2019年7月12日，中共中央政治局常委、国务院副总理韩正在全面停止军队有偿服务工作总结表彰大会上宣布全面停止军队有偿服务任务基本完成，军队不从事经营活动的目标基本实现。